# Đồng hồ tốc độ

Mô phỏng một chiếc đồng hồ đo tốc độ

Đồng hồ tốc độ hoặc tốc kế là một đồng hồ đo tốc độ hiện thời của phương tiện giao thông chạy là bao nhiêu kilômét trên giờ (hoặc dặm trên giờ). Thiết bị này được gắn ở các phương tiện giao thông từ thập niên 1900, và trở thành thiết bị tiêu chuẩn từ thập niên 1910 trở đi.
Charles Babbage được ghi nhận cho việc tạo ra dạng đồng hồ tốc độ ban đầu dùng trong các đầu máy xe lửa.
Đồng hồ tốc độ điện tử dược phát minh bởi Josip Belušić và năm 1888, nó được gọi ban đầu là đồng hồ vận tốc (velocimeter).